# Festzug

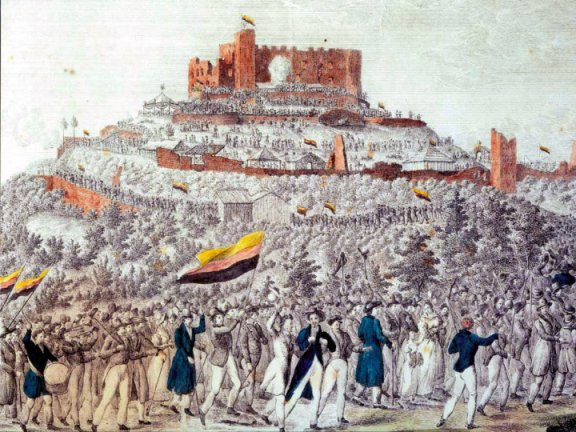
Der Festzug zum Hambacher Schloss vom Mai 1832

Ein Festzug bezeichnet einen großen zivilen Umzug, auch Defilee genannt, der zu bestimmten Anlässen durchgeführt wird. Ein Festzug oder Umzug zum Auftakt eines Volksfestes wird auch Auszug genannt.

## Geschichte

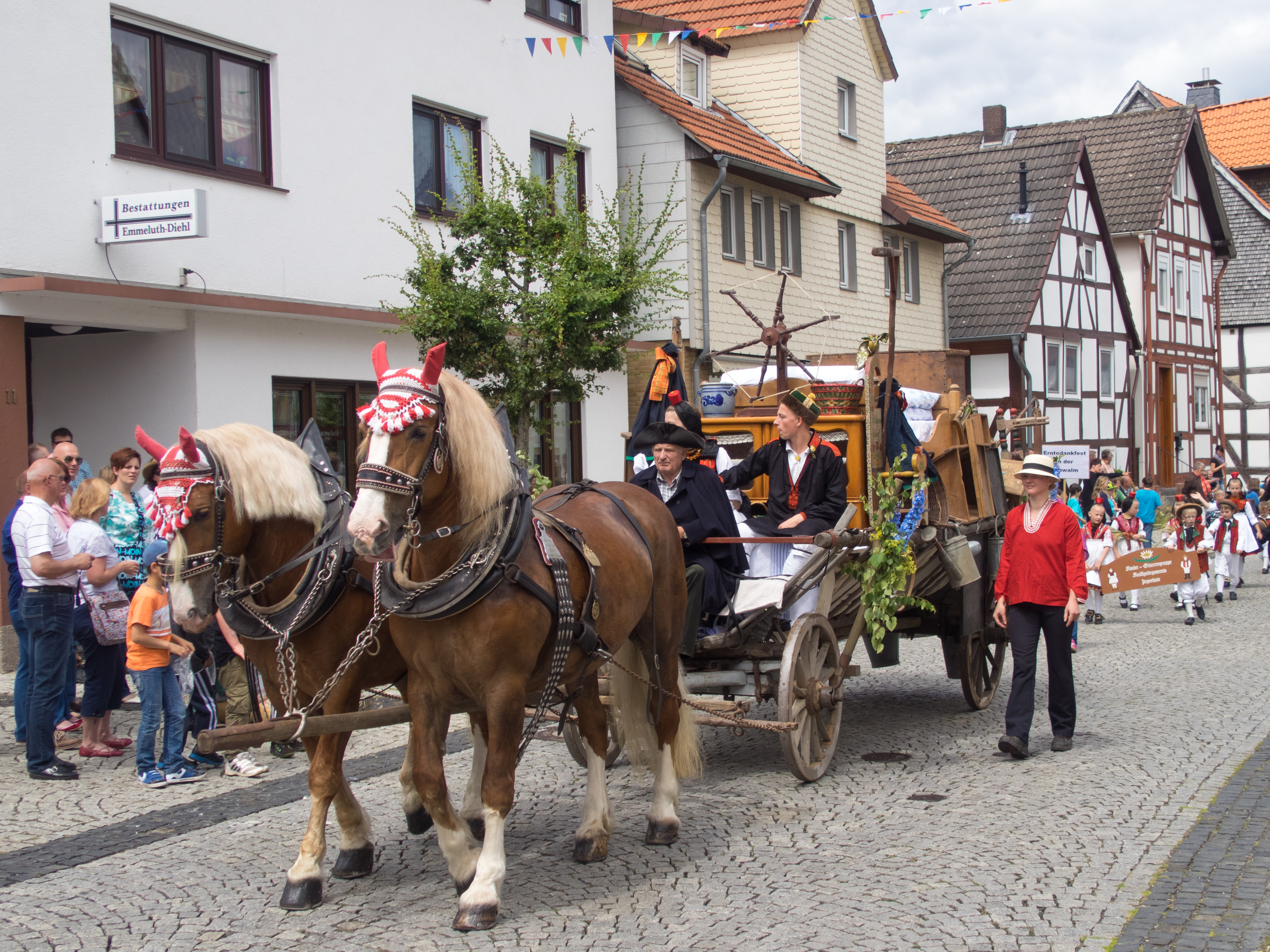
Traditioneller Salatkirmes-Festzug in Schwalmstadt

Umzüge, Paraden und Aufmärsche zum Feiern von Siegen oder religiösen Ereignissen gibt es seit der Antike. So wurden die Siege der römischen Legionen häufig mit Triumphzügen gefeiert. Im Mittelalter gab es eine eher religiöse Tendenz.
So wurde mit Prozessionen am Gründonnerstag das Ende der Fastenzeit zelebriert. Daraus entwickelte sich der Karneval. Der Rosenmontagszug ist ein Überbleibsel dieser Tradition. In manchen katholischen Gegenden wird die Gründonnerstags-Prozession aber immer noch durchgeführt. Schützenmärsche sind teilweise auf alte soldatische Traditionen zurückzuführen. Die Landjäger, vornehmlich bewaffnete Bauern, marschierten aus der Stadt, um ihrem Landesherren im Kriegsfall Dienst zu leisten. Die Angehörigen winkten und feierten die tapferen Soldaten. Mitte des 19. Jahrhunderts kamen einige Umzüge in historischen Kostümen dazu, da man sich durch den Historismus vermehrt für die Vergangenheit interessierte.
Bedeutende Einzelereignisse waren der große Festzug zum Hambacher Schloss am 27. Mai 1832 mit Forderungen nach nationaler Einheit, Freiheit und Volkssouveränität der 20.000 bis 30.000 Teilnehmern, der Festzug der Württemberger im Jahr 1841 anlässlich des 25-jährigen Regierungsjubiläums des württembergischen Königs Wilhelm I. und der Historische Festzug von 1880 zur Feier der Vollendung des Kölner Doms.
Heute haben die Festumzüge einen Volksfestcharakter. Religiöse oder politische Hintergründe findet man – außerhalb des Karnevals – eher selten.

## Bekannte Vertreter

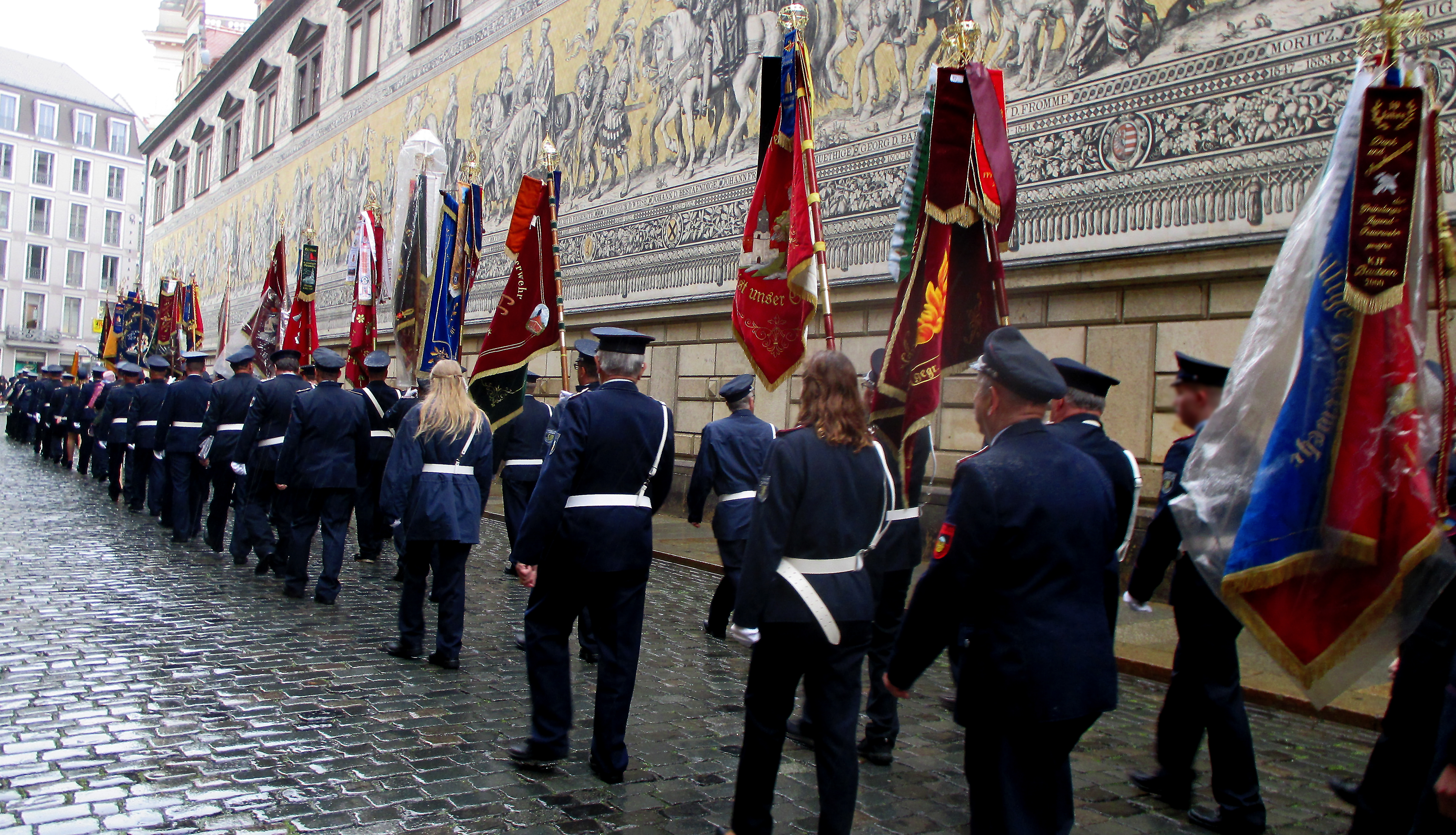
Öffentlicher Festumzug zum 7. Internationalen Florianstag in Dresden

Bekannte Vertreter solcher Festzüge sind Karnevalsumzüge, Schützenausmärsche und Festumzüge der Feuerwehr zum Florianstag. Der längste Festumzug Europas ist der rund 10 Kilometer lange Schützenausmarsch in Hannover mit rund 10.000 Teilnehmern, über 100 nationalen und internationalen Kapellen und rund 60 Festwagen und Kutschen. Der Ausmarsch findet während des Schützenfestes Hannover statt, welches das größte der Welt ist. Die bekanntesten Festzüge sind die Rosenmontagszüge in Köln und Düsseldorf. Ein weiterer bekannter Festzug ist der Trachtenumzug während des Münchner Oktoberfestes.

## Startreihenfolge beim Festzug

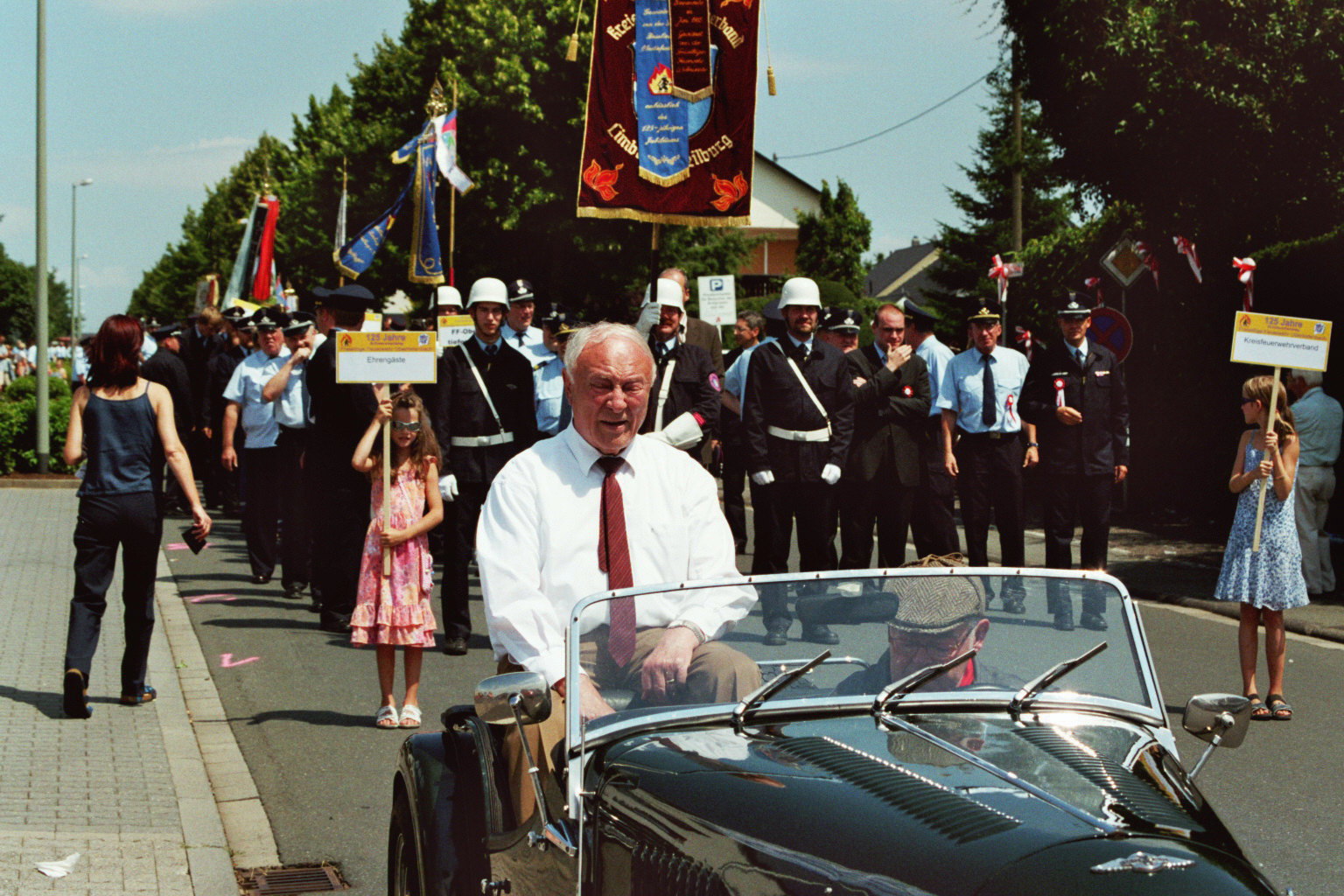
Festzug zum Kreisfeuerwehrtag Limburg-Weilburg 2005 in Beselich-Obertiefenbach

Die Zugnummer beim Festzug gibt darüber Auskunft, in welcher Reihenfolge (Aufstellung) die Verbände sich in ihrer Verkehrsart fortbewegen. Möglich ist Marschieren, Fahren oder Reiten. Ebenso kommt mitunter das passive Gezogenwerden durch Zugmaschinen oder Zugtiere vor. Zugnummern werden immer bei mindestens einer Person, welche die Zugnummer an einer Fahne oder Ähnlichem mit sich führt, gezeigt, wenn sie nicht an der Frontseite des Zugfahrzeuges angebracht ist.
Die seitliche Zugsicherung übernehmen Ordnungskräfte und Verkehrshelfer.

## Große historische Umzüge in der Schweiz
- Festumzug zur Basler Vereinigungsfeier 1892[2]
- Festzug 800 Jahre Bern 1991
- Fête des vignerons 1905, 1927, 1955, 1977, 1999, 2019[3]
- Sechseläuten Zürich, jährlich